# Torneo Pre Sudamericano 2017
Il Torneo Pre Sudamericano 2017 si è svolto dal 20 al 22 gennaio 2017: al torneo hanno partecipato quattro squadre di club argentine e la vittoria finale è andata per la seconda volta consecutiva al Club Ciudad de Bolívar.

## Regolamento
Il torneo prevede la partecipazione del club vice-campione d'Argentina in carica, del club vincitore della Coppa ACLAV e delle due migliori classificate al termine del girone d'andata (weekend 6) della Liga Argentina de Voleibol nella stagione corrente, che non si siano qualificate attraverso i primi due criteri; si affrontano in gara unica dando vita a semifinali e finali.

## Squadre partecipanti
| Squadra     | Qualificazione                                            | Ultima partecipazione        |
| ----------- | --------------------------------------------------------- | ---------------------------- |
| Bolívar     | Finalista Liga Argentina de Voleibol 2015-16              | Torneo Pre Sudamericano 2016 |
| Lomas       | Vincitrice Coppa ACLAV 2016                               | Torneo Pre Sudamericano 2016 |
| Ciudad      | 4ª al girone di andata Liga Argentina de Voleibol 2016-17 | Torneo Pre Sudamericano 2016 |
| River Plate | 5ª al girone di andata Liga Argentina de Voleibol 2016-17 | Debutto                      |

## Torneo

### Semifinali
| 20 gennaio 2017 República de Venezuela, San Carlos de Bolívar Durata: 1h:15 - Spettatori: ? | Lomas   | 0 - 3 | Ciudad      | 17-25, 23-25, 20-25 |
| 20 gennaio 2017 República de Venezuela, San Carlos de Bolívar Durata: 1h:15 - Spettatori: ? | Bolívar | 3 - 0 | River Plate | 25-18, 25-19, 25-23 |

### Finale 3º posto
| 21 gennaio 2017 República de Venezuela, San Carlos de Bolívar Durata: 1h:01 - Spettatori: ? | Lomas | 3 - 0 | River Plate | 25-15, 25-14, 25-17 |

### Finale
| 22 gennaio 2017 República de Venezuela, San Carlos de Bolívar Durata: 1h:46 - Spettatori: ? | Bolívar | 3 - 1 | Ciudad | 25-20, 25-23, 20-25, 25-22 |

## Classifica finale
| Pos | Squadra     | Verdetto                                 |
| --- | ----------- | ---------------------------------------- |
| 1   | Bolívar     | al Campionato sudamericano per club 2017 |
| 2   | Ciudad      |                                          |
| 3   | Lomas       |                                          |
| 4   | River Plate |                                          |